# Olga Meyer

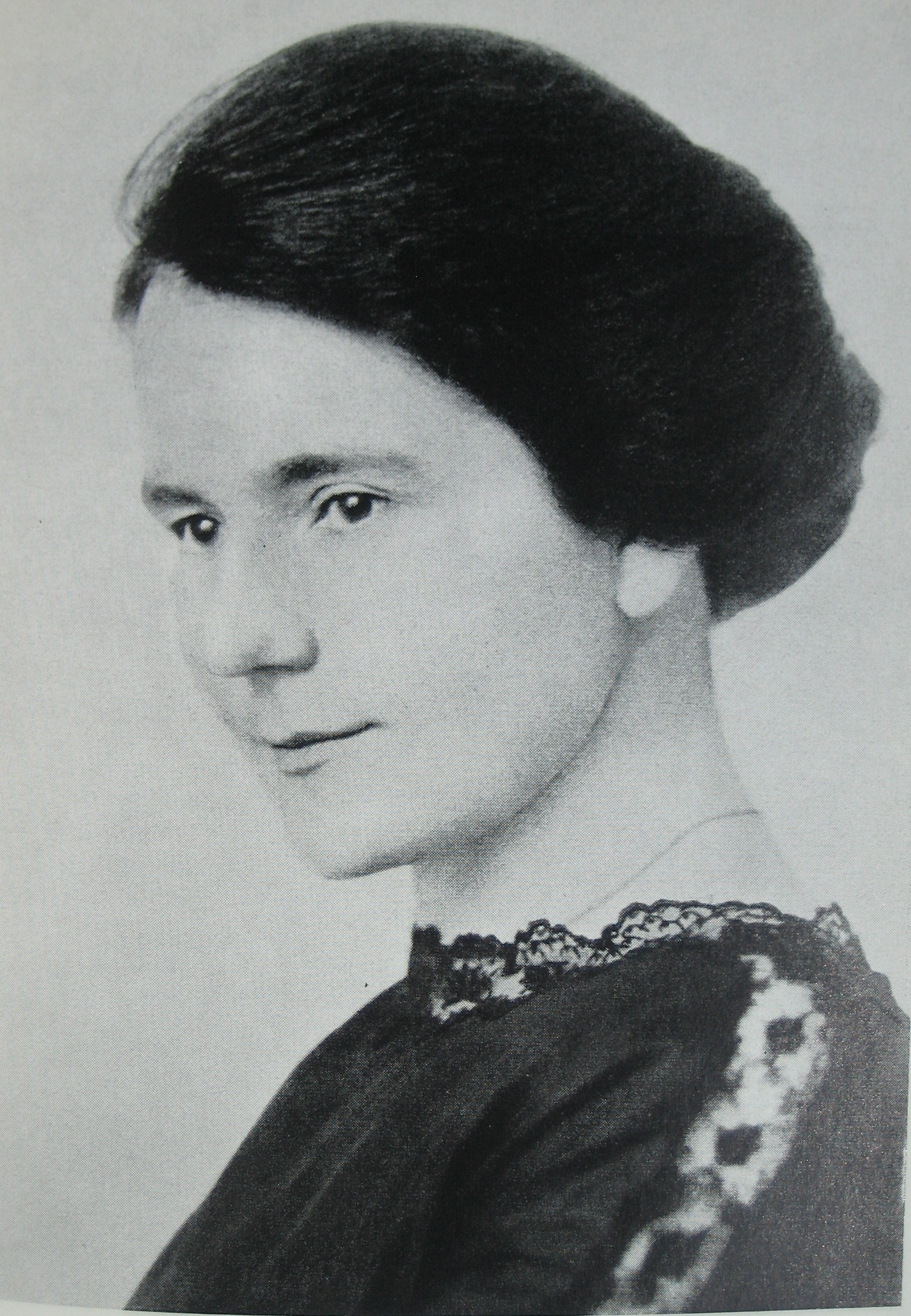
Olga Meyer als junge Lehrerin

Olga Meyer (* 30. April 1889 in Zürich; † 19. Januar 1972 ebenda) war eine Schweizer Schriftstellerin. Sie gehört zu den erfolgreichsten Jugendbuchautorinnen des 20. Jahrhunderts in der Schweiz.

## Leben

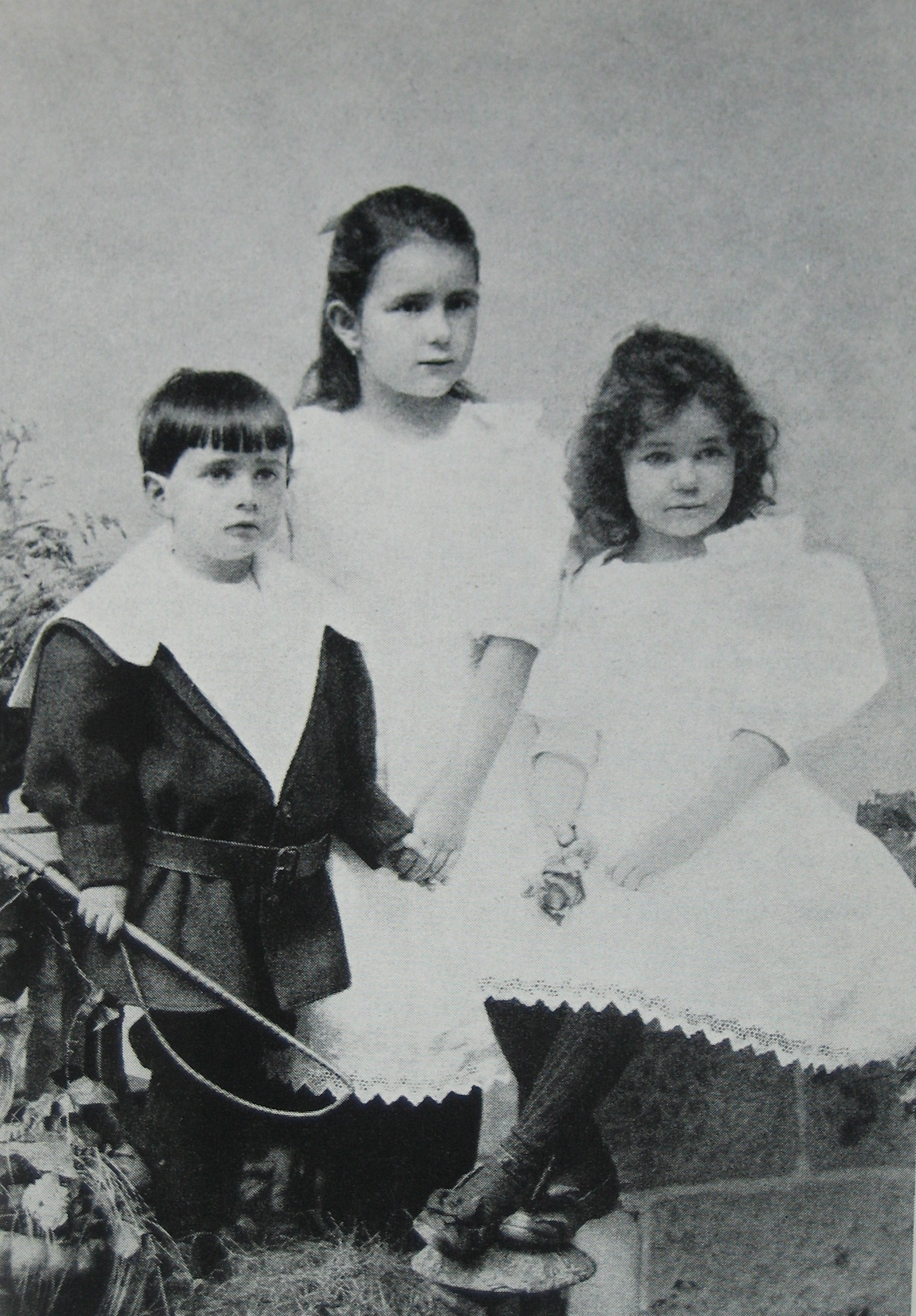
Olga mit ihren Geschwistern

Olga Meyer-Blumenfeld war die Tochter des Zürcher Briefträgers Johann Emil Meier und der Anna Barbara geb. Lüssi. Sie wuchs zusammen mit ihren jüngeren Geschwistern – eine Schwester und ein Bruder – in Zürich am Zeltweg auf, ganz in der Nähe von Johanna Spyri, der sie manchmal begegnete und deren Bücher sie las.
Nach der Sekundarschule im Schulhaus Ilgen besuchte Olga Meyer das Lehrerinnenseminar am Grossmünster. Sie spielte Klavier und tanzte gern und oft in der Tanzschule Semmler-Rincke an der Rämistrasse. Nach dem Lehrerdiplom wurde sie als Stellvertreterin an eine achte Klasse mit 84 Schülern nach Windlach im Zürcher Unterland abgeordnet, erhielt jedoch nach einer Woche eine Klasse aus 4.–6. Klässlern.
Ihre erste feste Stelle erhielt Olga Meyer in Horgen im Schulhaus Rotweg, wo sie eine achte Klasse unterrichtete. Danach unterrichtete sie von 1908 bis 1912 Kinder der Unterstufe an einer Mehrklassenschule im Horgenberg.

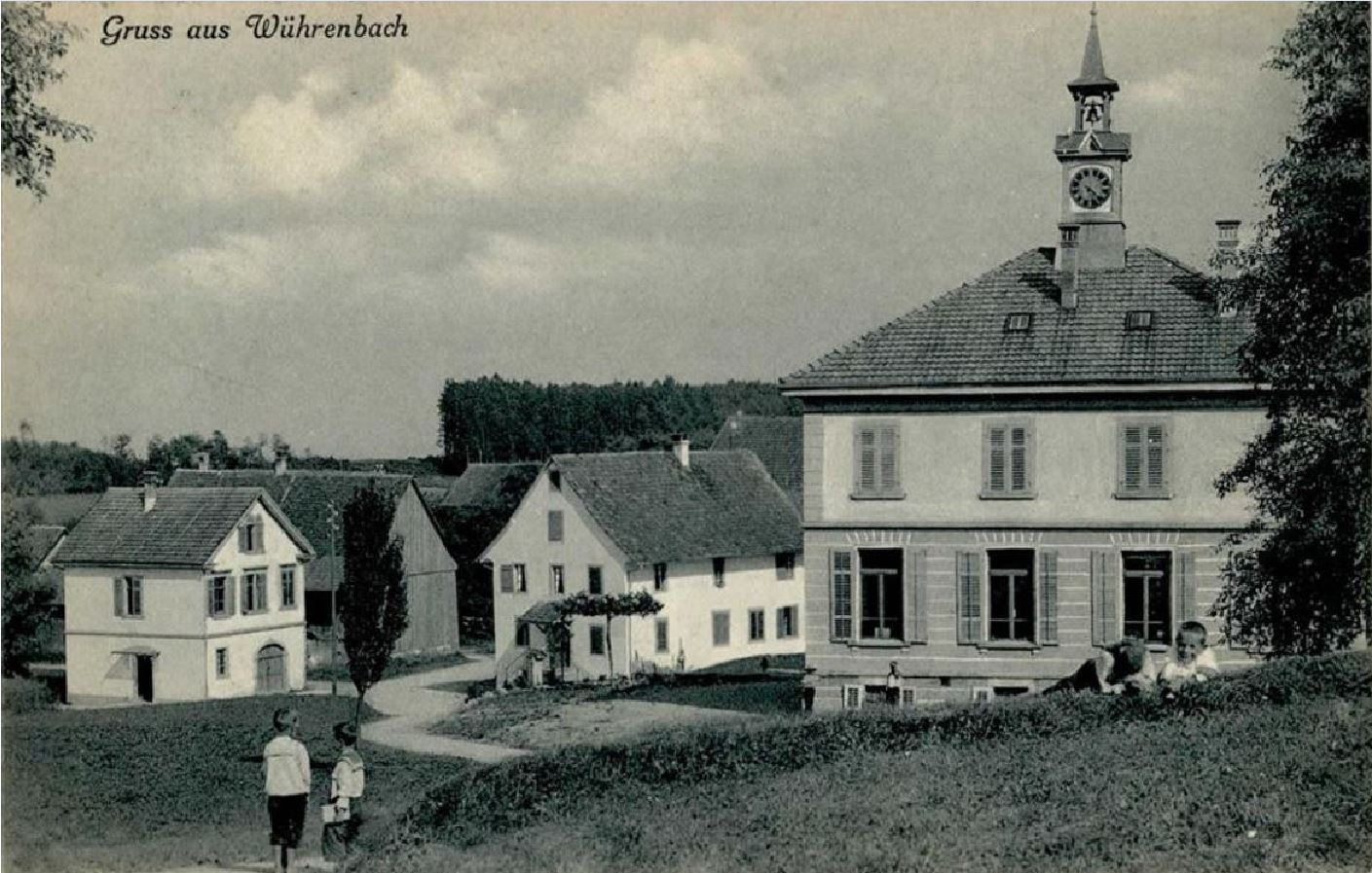
Schulhaus Horgenberg vor 1917

Nachdem sie ihren Schülern mit Erfolg von Kindheitserlebnissen ihrer Mutter im Dorf Turbenthal im Tösstal erzählt hatte, hielt Olga Meyer diese Erinnerungen in schriftlicher Form fest, um sie besser für den Unterricht verwenden zu können. Ihr Kollege Robert Suter nahm ohne ihr Wissen die Blätter an sich und 1918 brachte die Vereinigung der Schulbibliothekare der Stadt Zürich Olga Meyers erstes Jugendbuch Anneli, Erlebnisse eines kleinen Landmädchens heraus. Es sollte in Form von Klassenserien, die ein Lehrer bestellen konnte, in Schulhausbibliotheken eingereiht werden. Die Zeichnungen dazu stammten vom jungen Hans Witzig, der auch die folgenden Anneli-Bücher illustrierte. 1919 wurde das Buch vom Rascher-Verlag übernommen. Auch in Deutschland wurde es zu einem grossen Erfolg. Kritik kam einzig von Otto von Greyerz, der das Buch als «misslungen» bezeichnete; der Autorin gehe «jegliches Wissen darüber ab, was ein gutes Jugendbuch ausmacht».
Als weitere Folgen der Trilogie erschien 1927 Anneli kämpft um Sonne und Freiheit und 1934 Anneli am Ziel und am Anfang. An ihre Figur des Sabinli erinnert in Wila ein Brunnen auf dem Pausenplatz des Oberstufenschulhauses.
Olga Meyer fand die Themen zu ihren Erzählungen durch Begegnungen mit Kindern, durch Briefe, auf Wanderungen und «den Drang, mittels einer Geschichte der Jugend einen Spiegel vorzuhalten und Leitbilder aufzustellen, denn die Jugend braucht etwas, nach dem sie streben kann.»
Neben ihrer schriftstellerischen Tätigkeit war Olga Meyer auch als Journalistin tätig und schrieb von 1938 bis 1945 für die Schweizerische Lehrerinnen-Zeitung. Für die Schweizerfibel schrieb sie die Erstlesebücher Mutzli, Graupelzchen und Köbis Dicki.
Im Radio erzählte sie für die Kinderstunden und schrieb Hörspiele; unter anderem in den Sechzigerjahren eine Bearbeitung von Johanna Spyris Heidi mit Heinrich Gretler als Alpöhi. Zudem hielt sie Vorträge über Fragen der Erziehung und des Jugendbuchs.
Olga Meyer blieb bis zu ihrem Tode 1972 schriftstellerisch tätig. Ihr inzwischen aufgehobenes Grab befand sich auf dem Friedhof Rehalp in Zürich. Jahrzehntelange Aufmerksamkeit genoss ihre Anneli-Trilogie. Olga Meyer gilt als Schöpferin des ersten Lesebüchleins an schweizerischen Schulen. Sie war seit 1929 verheiratet mit dem Arzt David Blumenfeld. Ihr Nachlass befindet sich im Stadtarchiv Zürich.
Das Schweizer Radio hat im Jahr 1976 eine Hörspielfassung der Anneli-Geschichte produziert. Die vierteilige Produktion war mit bekannten Stimmen besetzt, darunter Elisabeth Schnell, Ursula Schäppi, Margrit Rainer, Paul Bühlmann, Walter Andreas Müller und Jörg Schneider. Dieses Hörspiel wurde auch als Kassette vertrieben und sorgte dafür, dass die Anneli-Geschichte auch in den 70er und 80er Jahre weiterlebte. Sie ist heute auf dem Internet abrufbar. Dort finden sich auch eine Reihe von Audio-Dokumenten mit der Dichterin.

## Auszeichnungen und Ehrungen
- Hinweistafel an der Olgastrasse in Zürich zu ihren Ehren (2020)[7]
- Schweizerischer Jugendbuchpreis  (1959)
- Preis der Schweizerischen Schillerstiftung  (1945, 1956)

## Nachlass
Im Stadtarchiv Zürich und im Ortsmuseum Turbenthal werden Schriften und Gegenstände aus dem Nachlass von Olga Meyer aufbewahrt.

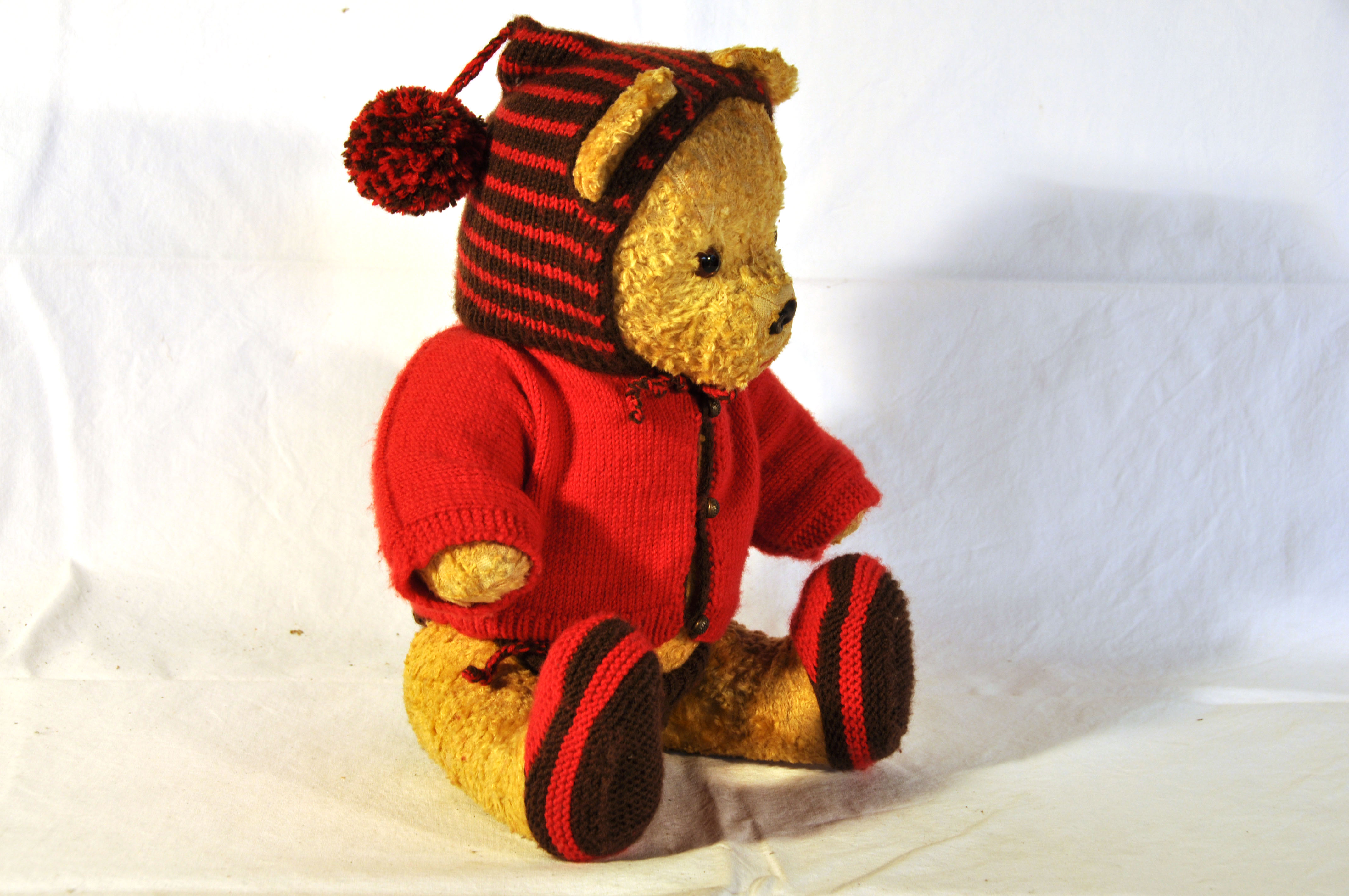
Das Hanoggeli, eine Figur aus einem ihrer Romane.
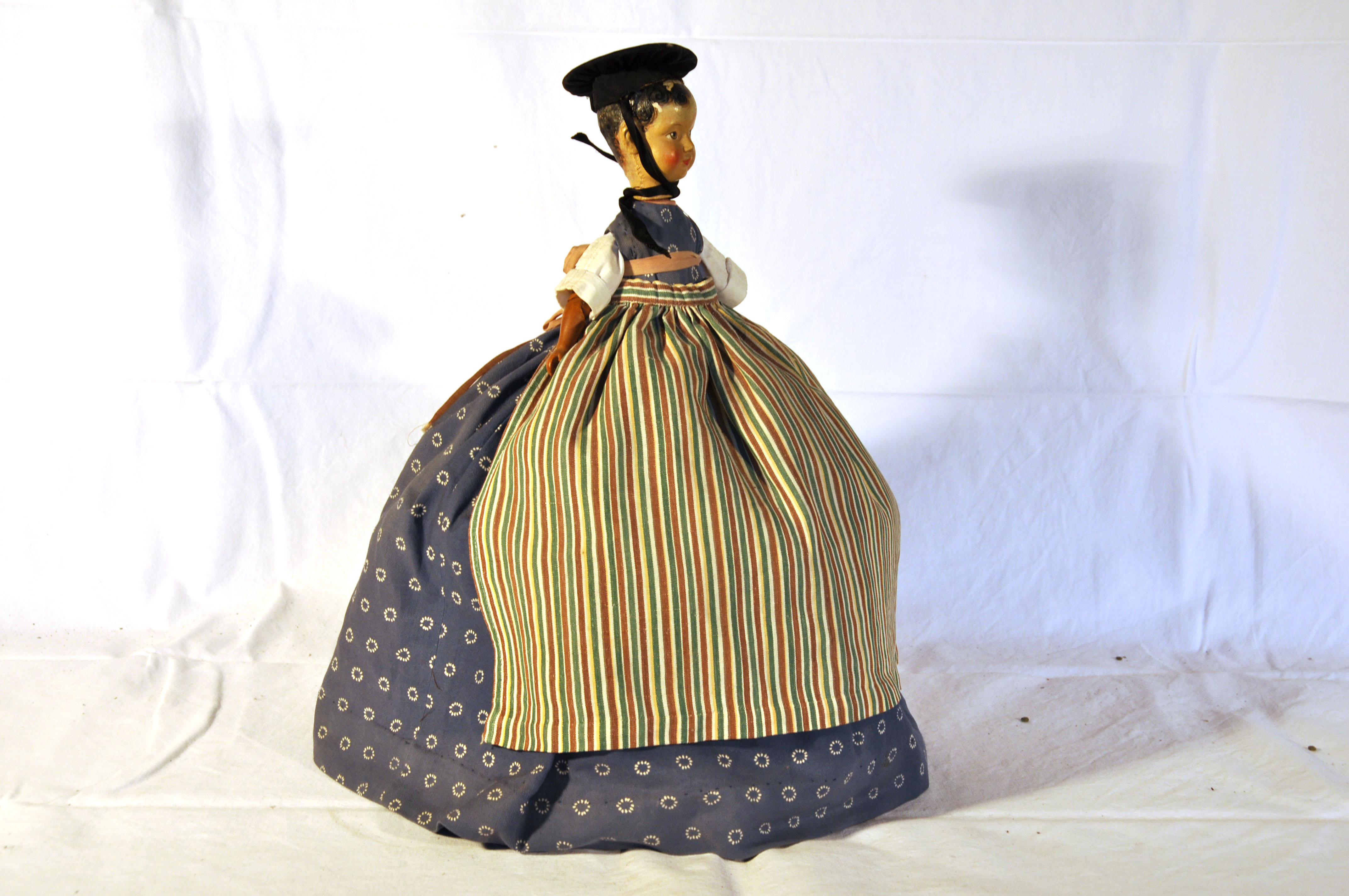
Ein Kaffeewärmer aus Olga Meyers Nachlass.
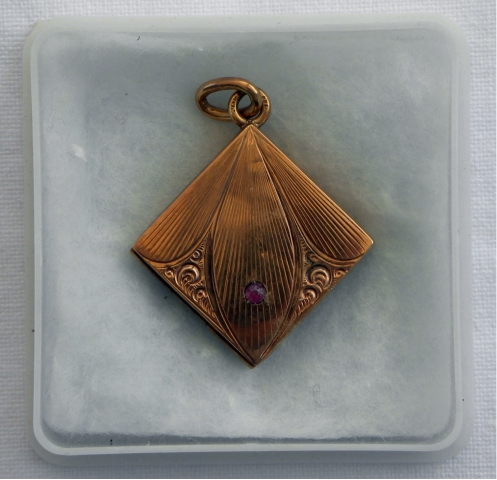
Halskettenanhänger der Schriftstellerin.

## Werke (Auswahl)
- Anneli. Erlebnisse eines kleinen Landmädchens. Rascher, Zürich 1919.
- Der kleine Mock. Aus dem Leben eines Stadtbübleins. Zürich, 1925.
- Anneli kämpft um Sonne und Freiheit. Zürich, 1927.
- Katrinchens Hasenpantöffelchen: Erzählung für die Kleinen. Schweizerisches Jugendschriftenwerk, Zürich 1932.
- Anneli am Ziel und am Anfang. Zürich 1934.
- Tapfer und treu. Aus dem Leben des Hans Mötteli. Eine Geschichte für Buben und Mädchen. Sauerländer, Aarau 1942.
- Der verlorene Brief. Eine Geschichte aus unseren Tagen. Aarau, 1945.
- Sabinli. Eine Geschichte aus dem Tösstal. Aarau 1950.
- Im Weiherhaus, eine Froschgeschichte. Mit zehn Farbbildern von Michael Rudolf Wening. Rascher & Cie., Zürich 1954
- Gesprengte Fesseln. 1962.
- Käthi aus dem Häuserblock. Aarau 1967.
- Olga Meyer erzählt aus ihrem Leben. Aarau 1968.